# Mémoire d'Azov
Pour les articles homonymes, voir Azov (homonymie).
 (février 2022).
Si vous disposez d'ouvrages ou d'articles de référence ou si vous connaissez des sites web de qualité traitant du thème abordé ici, merci de compléter l'article en donnant les références utiles à sa vérifiabilité et en les liant à la section « Notes et références ».
Le Mémoire d'Azov (en russe : Память Азова, Pamyat Azova) est un croiseur cuirassé construit au XIXe siècle pour la Marine impériale de Russie. Il porte ce nom en mémoire du navire amiral Azov (Азов) qui se distingue lors de la bataille de Navarin le 20 octobre 1827. Le drapeau de Saint-Georges hissé sur l’Azov est transféré sur le Mémoire d'Azov. Déclassé en 1909, le croiseur est converti en navire entrepôt pour torpilles. Lors de la Campagne britannique en Baltique (1918-1919), il est coulé par une vedette-torpilleur britannique.

## Histoire

### Origines
Le vice-amiral russe Ivan Alexeïevitch Chestakov est à l'origine du croiseur Mémoire d'Azov. Ce bâtiment de guerre est construit sous la supervision de l'ingénieur naval N.E. Titov. Son lancement a lieu le 1er juillet 1889 en présence du tsar Alexandre III, de l'impératrice Marie Féodorovna, de la reine Olga de Grèce et du général amiral, le grand-duc Alexis. 
À l'occasion du bicentenaire de la naissance de Pierre 1er de Russie, sa mise à l'eau eut lieu le 20 mai 1888 à midi. La cérémonie se déroula en présence du tsar, des 197 marins du navire et des 14 officiers placés sous le commandement du capitaine de 1er rang Nikolaï Lomen. Ces marins appartenaient au 2e équipage de la reine des Hellènes.

### Le voyage du tsarévitch
Le Mémoire d'Azov eut un rôle particulier au sein de la marine impériale. L'empereur Alexandre III le choisit pour le voyage d'études de son fils en Orient, le tsarévitch Nicolas Alexandrovitch. La préparation du navire est d'une ampleur sans précédent : des meubles de luxe, des équipements, des miroirs en acajou sont installés sur le navire.
Le 22 août 1890, le Mémoire d'Azov prend la mer pour son premier voyage. Il se rend en Europe, puis à Sébastopol. Dans ce port de Crimée, l'un des fils du tsar monte à son bord puis le croiseur met le cap sur l'Asie.
Les Turcs refusèrent au Mémoire d'Azov le passage des Détroits. Le 19 octobre 1890, le tsarévitch monte à bord du croiseur à Trieste. Après son passage par le canal de Suez, le bâtiment de guerre accoste dans un port de l'île de Ceylan. 
En octobre 1890, le Mémoire d'Azov jette l'ancre à Bombay où il reste amarré pendant quarante-deux jours. Le tsarévitch descend à terre et assiste à des programmes de divertissement. Dans la même période, le frère de l'héritier du trône, le grand-duc Georges Alexandrovitch servant en qualité d'adjudant sur le navire, souffrant de tuberculose est transféré sur le croiseur Amiral Nakhimov le 23 janvier 1891 et reprend le chemin de la mère patrie. 
Le 31 janvier 1891, le croiseur ancre de nouveau dans un port de l'île de Ceylan. La poursuite de la croisière se déroule comme suit :
- 18 février : Singapour
- 23 février : Batavia
- 7 mars : Bangkok
- 15 mars : Saïgon
- 19 mars : Shanghai
- 23 mars : Hong Kong
- 5 avril : Nagasaki
- 16 mai : Vladivostok

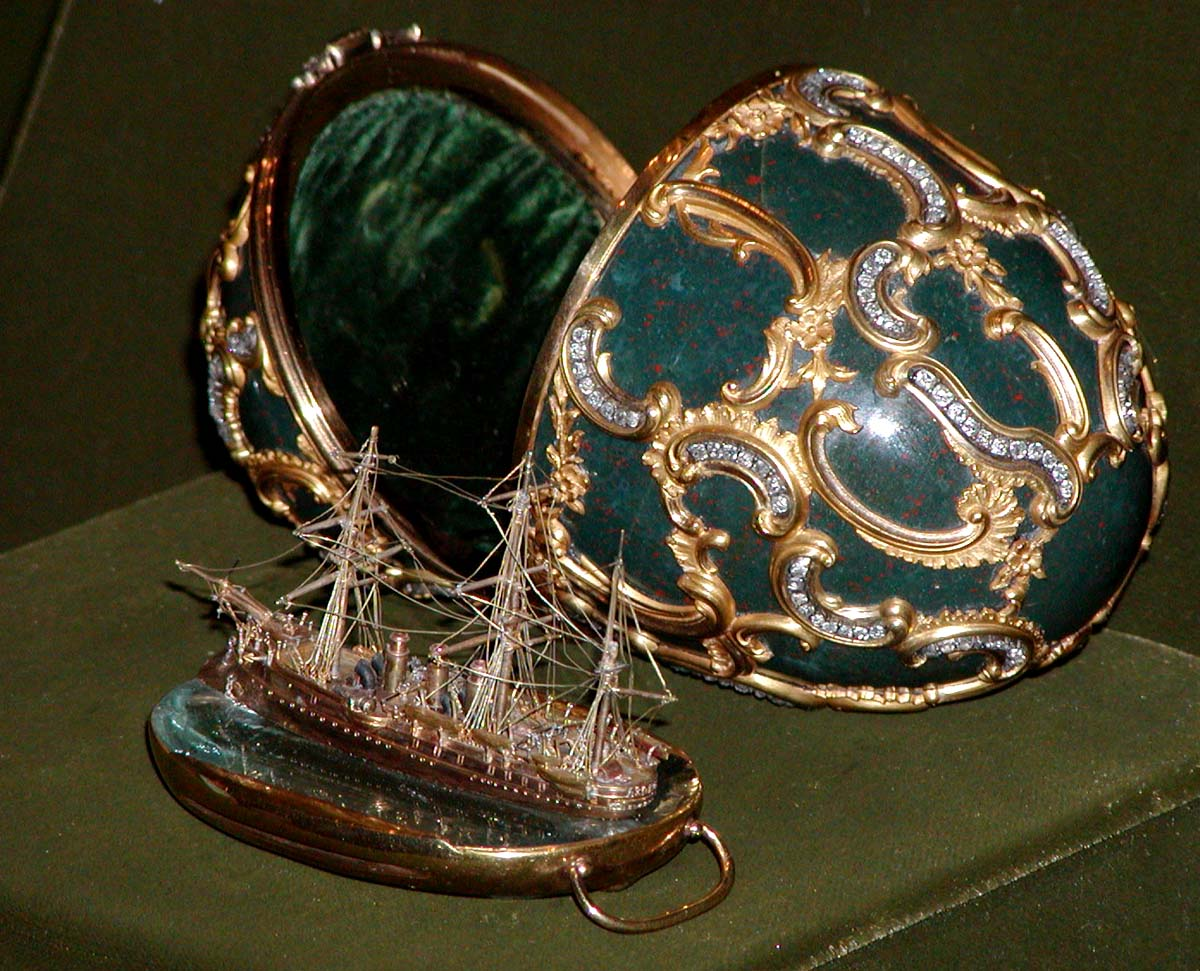
Œuf de Fabergé contenant un modèle du croiseur Mémoire d'Azov

À Vladivostok, le futur Nicolas II de Russie quitta le Mémoire d'Azov et le capitaine de 1er rang Nikolaï Lomen, qui était malade, est remplacé par le capitaine de 1er rang S.F. Bauer. 
Pour commémorer le voyage en Extrême-Orient du Mémoire d'Azov, Alexandre III commande deux œufs de Fabergé avec, à l'intérieur, un modèle en miniature du navire.

### Retour en Extrême-Orient et installation en Baltique
En 1892, le Mémoire d'Azov effectue un nouveau voyage en Extrême-Orient. Il navigue le long des côtes russes et accoste dans divers ports étrangers. Le 5 mai 1892, le croiseur jeta l'ancre à Vladivostok, et un nouveau commandant fut nommé : le capitaine de 1er rang Grigori Pavlovitch Tchoukhnine (1848-1906). 
À l'été 1892, le croiseur est affecté à la flotte de la Baltique. Le 16 octobre 1892, le bâtiment de guerre accoste à Kronstadt.

### Service en Méditerranée

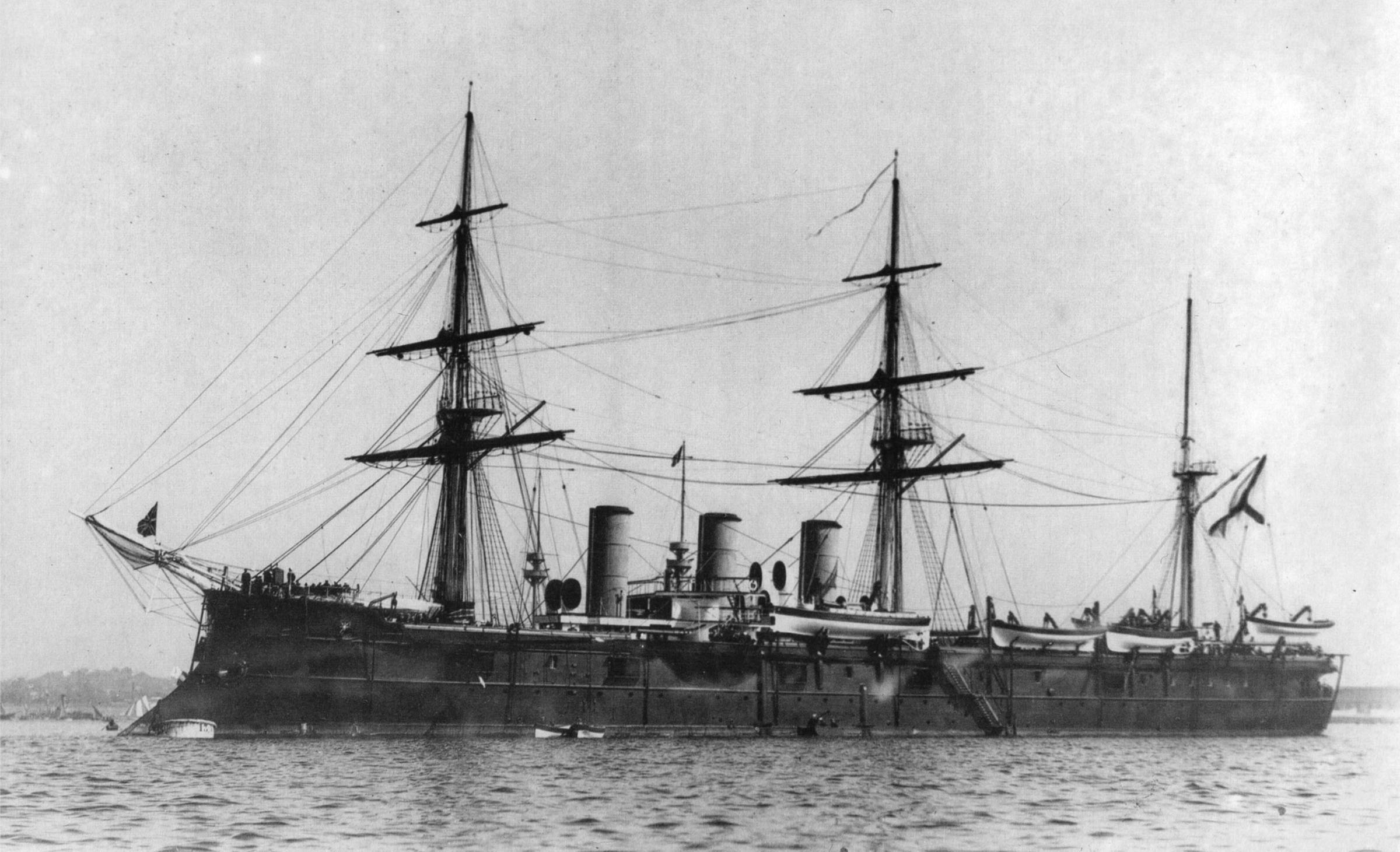
Photographie du Mémoire d'Azov

Divers travaux relatifs à l'amélioration et à l'élimination des défauts du Mémoire d'Azov sont effectués au cours de l'hiver 1892-1893. Le navire participe à la visite de la flotte impériale russe à la flotte française à Toulon en octobre 1893, dans le cadre de l'Alliance franco-russe et l'équipage fut reçu avec forces festivités. L'escadre est commandée par l'amiral Avelan (à bord du Mémoire d'Azov et de l'Empereur Nicolas Ier), loué par la presse française.
Le 27 octobre 1893, le navire est affecté à une escadre de la Méditerranée. Le croiseur Amiral Nakhimov avait déjà rejoint l'escadre en septembre. Prenant place dans la ligne, l’Amiral Nakhimov manque d'éperonner le Mémoire d'Azov, mais, par son action décisive, le commandant du Mémoire d'Azov évite la collision et le croiseur subit peu de dommages. 
L'escadre de la Méditerranée accoste au Pirée, puis les bâtiments de guerre russes jettent l'ancre dans différents ports de la Méditerranée. Ils accostent également dans la baie de Salamine et sur l'île de Poros. Les manœuvres du Mémoire d'Azov se déroulent jusqu'à la fin de l'année 1894.

#### Dans la flotte du Pacifique

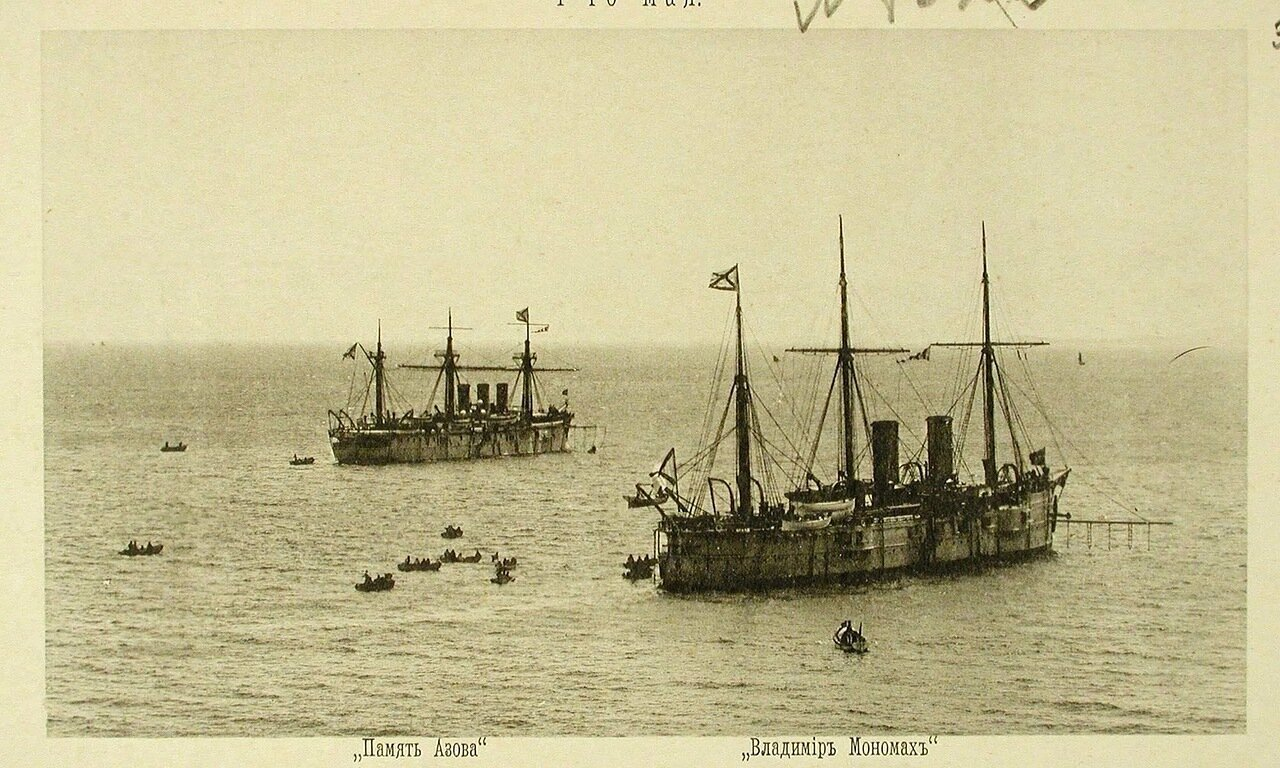
Le Mémoire d'Azov et le Vladimir Monomaque au large des îles Chifu

Le 22 novembre 1894, le Mémoire d'Azov quitta le port du Pirée et mit le cap sur l'Extrême-Orient.
Il accoste dans le port de Nagasaki, le 6 novembre 1896. Le croiseur est alors affecté à la flotte du Pacifique, placée sous le commandement de l'amiral Pavel Petrovitch Tyrtov (1838-1903). En vertu des lois prescrites par le gouvernement japonais, les navires de guerre russes furent disséminés dans divers ports japonais. Ainsi le Mémoire d'Azov et le Vladimir Monomaque sont ancrés à Nagazaki. Le 6 avril 1897, les deux croiseurs sont rejoints par l' Empereur Nicolas Ier naviguant sous le pavillon de l'amiral Makarov.
À la fin du mois d'avril 1897, l'escadre commença sa concentration dans le port chinois de Tchéfou et se prépara au conflit contre le Japon. Afin de protéger l'escadre, l'ordre fut donné de peindre les navires en gris clair, mais les commandants des bâtiments de guerre profitèrent de l'occasion pour choisir la meilleure couleur et le Mémoire d'Azov fut recouvert d'une peinture de couleur gris rosé, la couleur de la région. De ce fait, le croiseur se fondait avec la mer, la nuit, le soir et à l'aube. À la même période, les escadres des amiraux Tyrtov et Makarov prirent la mer afin d'effectuer des manœuvres. Le Mémoire d'Azov prit la tête de la colonne de droite.

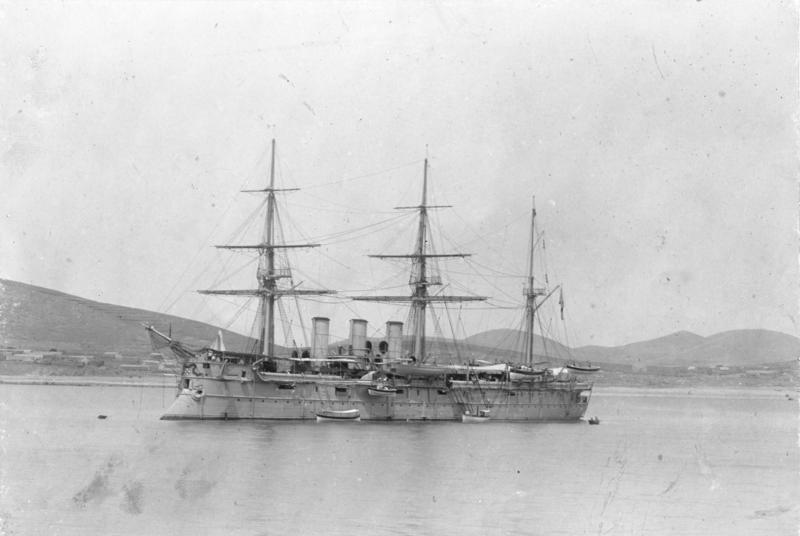
Le Mémoire d'Azov dans la baie de Kiaou-Tchéou, futur emplacement du comptoir allemand de Tsingtau (Tsing-Tao)

Le 13 mai 1895, le mouilleur de mines Cavalier entra en collision avec le Mémoire d'Azov créant des dommages à bâbord.
Le gouvernement japonais renonça, peu de temps après, à ses prétentions sur la péninsule de Lyadunsky et donc, en ce début d'une certaine détente diplomatique, le Mémoire d'Azov se rendit à Vladivostok, le 29 juin 1895, sous le commandement de l'amiral Tyrtov. Pendant six ans, le Mémoire d'Azov fut la force principale de la Flotte du Pacifique.  
Il resta ancré dans le port de Nagazaki pour que l'on lui ôte les coquillages et les algues sous la coque, du 3 novembre au 20 novembre 1896. L'encrassement de la coque était si important que le bâtiment de guerre avait perdu de la vitesse (près de deux nœuds). 
En 1898, le principal événement pour le Mémoire d'Azov fut son transfert à Port-Arthur.
À la fin de l'année 1899, le Mémoire d'Azov est transféré à la Flotte de la Baltique. Le croiseur accoste dans le port de Vladivostok, le 12 novembre 1899, et est utilisé pour l'ouverture des voies maritimes au printemps.

#### Service en mer Baltique
En 1900, les chaudières et des tubes de pompage sont remplacées.
Au début du conflit opposant le Japon à la Russie (1904-1905), le Mémoire d'Azov fut affecté au 3e escadron du Pacifique et placé sous le commandement du capitaine de 1er rang F. F Silman. En raison de son mauvais état technique, le croiseur ne fut pas autorisé à prendre part à la guerre russo-japonaise et à la bataille de Tsushima.
Le Mémoire d'Azov subit une révision importante en 1904. Ses six chaudières sont remplacées par dix-huit chaudières de type Belleville et l'on ôte l'un des trois mâts. D'autres travaux de rénovation sont effectués en 1906. Cette même année, le bâtiment de guerre est affecté comme navire de formation sous le commandement du capitaine 1er rang A.G. Lozinsky.

#### La mutinerie à bord du Mémoire d'Azov
En juillet 1906, le Mémoire d'Azov est le navire amiral d'un détachement de formation d'artillerie en mer Baltique et son commandant est : Alexandre Grigorevitch Lozinsky (1er avril 1857-20 juillet 1906), capitaine de 1er rang, nommé commandant du Pamiat Azova le 27 juin 1906. 
À bord du croiseur, certains officiers et certains élèves militaient en faveur des idées révolutionnaires. Le timonier Lobadine, Nefedov, le batailleur[Quoi ?] Stepan Gavrilov, Kolodine, Alexeï Ossadsky, Kouzmine, Dmitri Kotikhine, Grigory Boldyrev, Afanassy Cheriaev et Penkevitch et bien d'autres. Ces derniers échangeaient sur leurs idées politiques avec les autres marins et des journaux de gauche apparurent à bord du croiseur. Cette propagande était bien accueillie par les marins.[réf. nécessaire]
Les marins bolcheviques commencèrent à se réunir en comité de cinquante personnes, le 19 juillet 1906. Stepan Gavrilov débute la discussion sur le télégramme concernant le soulèvement de Sveaborg (18 juillet au 20 juillet 1906). Dans la nuit du 19 au 20 juillet (1er au 2 août, le capitaine Mazourov trouva un matelot qui lui était inconnu caché sur le pont. Il reconnut en lui un agitateur déguisé. À 3 h 40 du matin, deux coups de feu retentirent sur le pont. L'aspirant Chorovski fut blessé. Le capitaine Rymski-Korsakov réveilla le commandant et les officiers. Voulant s'armer, ils trouvèrent les fusils n'ayant plus leur culasse. Soudain la lumière électrique s'éteignit. Les officiers et le commandant se précipitèrent sur le pont. Les tirs débutèrent sur le pont supérieur et deux lieutenants furent blessés. Aussitôt, le commandant Lozinski ordonna de cesser le feu, mais quelques secondes plus tard c'est l'officier de quart Zakharov qui fut tué. Lozinski fit face aux mutins en les exhortant à revenir au calme et il fut blessé par les baïonnettes des matelots. Ses officiers, l’évacuèrent dans la grande chaloupe, les mutins pointèrent un canon, tirèrent et coulèrent la chaloupe, ce qui entraîna la mort du commandant. Le Pamiat Azova ouvrit alors un feu nourri sur les petits vaisseaux de guerre l'accompagnant et réussit à prendre la mer. Le vingt juillet dans l'après midi il revint en rade de Revel. Une bataille s'était engagée entre les mutins et les hommes restés fidèles. Les officiers et les hommes resté fidèles eurent le dessus et demandèrent l'intervention de l'infanterie. Au total, cinq officiers et quinze matelots trouvèrent la mort au cours de cette mutinerie. Le journal Le Figaro (Paris, 4 août 1906) indique que 150 mutins ont été arrêtés et le Lokalanzeiger (Berlin, 3 août 1906) que les mutins se sont rendus sans difficultés.
Le procès des mutins se déroula du 31 juillet au 4 août 1906. L'affaire fut jugée devant la Commission spéciale de Revel. Dix-sept personnes de grade inférieur sont condamnées à mort par pendaison, douze marins aux travaux forcés pour une durée de six à douze ans, treize marins sont envoyés dans un bataillon disciplinaire ou en prison, quinze personnes se voient attribuer des sanctions disciplinaires et trente quatre marins sont acquittés. La pendaison est remplacée par la fusillade et, le 5 août 1906, les dix-sept hommes condamnés à mort sont exécutés et jetés en mer.
Le capitaine de 1er rang Kouroch (1862-1918) est nommé commandant du Mémoire d'Azov. Son officier supérieur est le capitaine de 2e rang, le prince Troubetskoy.
La rébellion à bord du Mémoire d'Azov est réprimée, mais ces événements sont à l'origine du changement de nom du croiseur. Le 12 février 1909, après avoir été armé de quatre canons de 47 mm, le Mémoire d'Azov est rebaptisé Dvina (Двина), en hommage au capitaine Lozinsky, il s'agit en effet du navire école qu'il avait commandé en 1904, année pendant laquelle il avait été nommé capitaine de 1er rang (06 12 1904).

#### Reconversion duDvina
À l'automne 1915, le Dvina devient une base flottante pour les sous-marins britanniques opérant en mer Baltique. Une grande partie du croiseur est démantelée et transformée en logements pour les sous-mariniers et le personnel de soutien.

#### Carrière dans la Marine soviétique

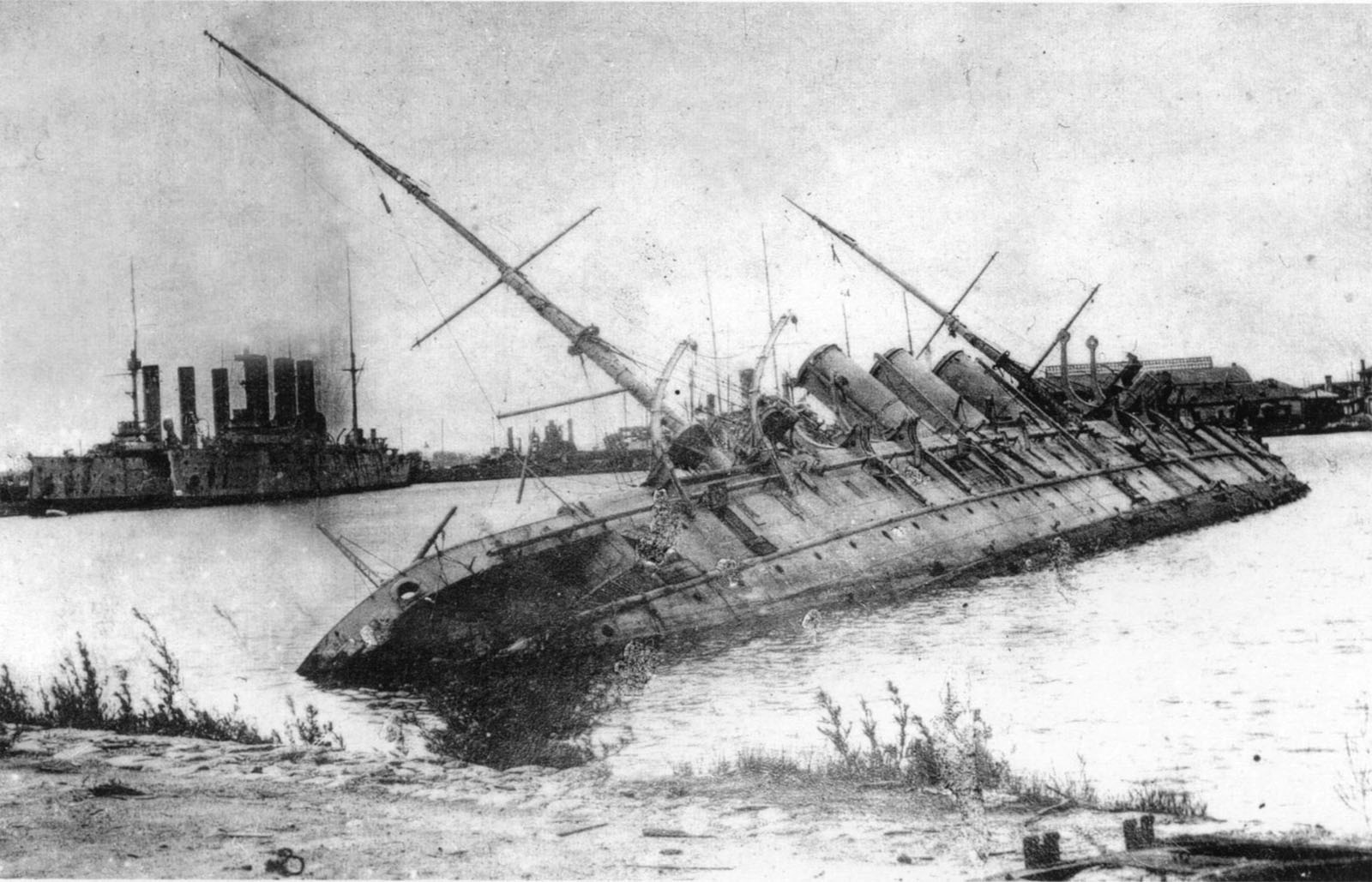
Le Mémoire d'Azov à Cronstadt

Sous la pression des masses révolutionnaires, le ministère de la Marine publie un décret le 31 mars 1917, selon lequel les navires de guerre recouvraient leur ancien nom. Le Dvina reprend alors son ancien nom de Mémoire d'Azov.
Au printemps 1918, les Britanniques font exploser les navires soviétiques de la Baltique et évacuer leur personnel. Le Mémoire d'Azov est en partie épargné et reste amarré dans le port de Kronstadt. Il prend part à la Croisière de glace en Baltique. Plus de 250 navires de guerre russes quittent alors Helsinki pour Kronstadt.
Dans la nuit du 18 août 1919, durant la guerre d'indépendance de l'Estonie, la Royal Navy effectue une opération militaire offensive combinée avec la destruction des navires de guerre russes ancrés dans le port de Kronstadt. L'une des victimes de cette attaque est l'ancien croiseur Mémoire d'Azov qui est coulé par la vedette-torpilleur britannique CMB79. 
Le navire reste couché dans le port de Kronstadt pendant six ans. Prévu pour l'année 1921, les travaux de renflouement du navire ne débutent qu'en décembre 1923. Le 16 novembre 1924, le Mémoire d'Azov est remis à flot. Mis en cale sèche, des travaux de colmatage sont effectués sur le croiseur. Le 16 avril 1925, il est utilisé comme navire entrepôt et est retiré de la liste des navires de la Marine soviétique, le 25 novembre 1925. 
Il est démantelé entre 1927 et 1929.

## Commandants duMémoire d'Azov
- Nikolaï Lomen
- S.F. Bauer
- Gregory Pavlovitch Tchoukhnine
- Pavel Petrovitch Tyrtov
- A.G. Lozinsky
- Nikolaï Dmitrievitch Dabic
- Alexandre Parfenovitch Kouroch

## Sources et bibliographie
- Conway's All the World's Fighting Ships 1860-1905 * http://www.battleships-cruisers.co.uk/pamiat_azova.htm
- Pamiat Azova statistiques
- 22 августа 1890 г., Кронштадт. Prosterner, mais pas vaincus Mendeleev avec son fils Vladimir sur le pont du Mémoire d'Azov.
- d'essais en mer pour aller cruiser de Plymouth à Malte, en 1890 (modèle informatique)
- Cruiser rang «Mémoire d'Azov», à la fin du XIXe siècle (photo)
- « Полуброненосный фрегат «Память Азова» », sur narod.ru (consulté le 18 mars 2024)